# Feliks Lipman
Feliks Lipman (ur. 2 sierpnia 1918 w Bykowie, zm. 27 sierpnia 2002 w Katowicach) – polski działacz społeczności żydowskiej, wieloletni prezes Gminy Wyznaniowej Żydowskiej w Katowicach oraz wiceprzewodniczący Związku Gmin Wyznaniowych Żydowskich w RP.

## Życiorys
Pochodził z żydowskiej rodziny z Katowic; był synem Moszka i Rywki, jego rodzice zmarli przed 1940 rokiem. Z zawodu był krawcem. W okresie międzywojennym należał do Betaru. W czasie II wojny światowej był żołnierzem kampanii wrześniowej i więźniem obozu koncentracyjnego Auschwitz-Birkenau. Według zachowanych dokumentów był członkiem Polskiej Partii Robotniczej od 11 maja 1945 roku. Od 15 maja 1945 roku był wartownikiem w Powiatowym Urzędzie Bezpieczeństwa Publicznego w Jędrzejowie. 1 czerwca tegoż roku awansował na referenta.
W czasach PRL-u był przewodniczącym Kongregacji Wyznania Mojżeszowego w Katowicach. Według dokumentów posiadanych przez Instytut Pamięci Narodowej 20 marca 1984 roku został zwerbowany przez Służbę Bezpieczeństwa jako Tajny Współpracownik „Józef”.
Przez kilkanaście lat kierował Gminą Wyznaniową Żydowską w Katowicach. Od około 1997 roku był wiceprzewodniczącym Związku Gmin Wyznaniowych Żydowskich w RP. Kierował działaniem Fundacji Charytatywno-Opiekuńczej Gminy Wyznaniowej Żydowskiej w Katowicach. Według informacji polskich służb specjalnym był sayanem, tj. współpracownikiem Mosadu.
Był wielokrotnym delegatem na Światowy Kongres Żydowski, a także uczestniczył w pracach komitetu wykonawczego Europejskiego Kongresu Żydowskiego. Działał na rzecz pojednania Żydów i chrześcijan. Występował jako pełnomocnik Żydów, którzy odzyskali swoje mienie w Polsce.
W sierpniu 2002 roku Feliks Lipman w swoim mieszkaniu przy ul. Michała Grażyńskiego w Katowicach popełnił samobójstwo, strzelając sobie w głowę, swoim legalnie posiadanym pistoletem. Ciało spoczywające w kuchni odkryli jego współpracownicy z gminy żydowskiej. Zostawił list pożegnalny, w którym wyjaśnił przyczynę samobójczego zamachu – winą za swoją śmierć obarczył m.in. wojewodę śląskiego, Lechosława Jarzębskiego, nieokreślonych biznesmenów oraz izraelskie rodzeństwo: Salomona Szelewika i Cylę. Salomon Szelewik był emerytowanym oficerem armii izraelskiej wysokiego szczebla, który w lipcu razem z siostrą przyjechał do Katowic i odebrał Feliksowi Lipmanowi pełnomocnictwa.
Został pochowany 30 sierpnia 2002 na cmentarzu żydowskim w Katowicach. Jego następcą na stanowisku prezesa gminy żydowskiej został Włodzimierz Kac.